# Antonio Rosado
Antonio Rosado García (ur. 9 marca 1931 w Meksyku) – meksykański zapaśnik walczący w stylu wolnym. Olimpijczyk z Helsinek 1952, gdzie odpadł w eliminacjach w kategorii 73 kg.
Brązowy medalista igrzysk panamerykańskich w 1955 i 1959. Triumfator igrzysk Ameryki Środkowej i Karaibów w 1959 roku.

## Letnie Igrzyska Olimpijskie 1952
| Konkurencja                 | Walki              | Walki                      | Klas. końcowa |
| Konkurencja                 | Pierwsza runda     | Druga runda                | Miejsce       |
| --------------------------- | ------------------ | -------------------------- | ------------- |
| styl wolny, waga półśrednia | Bill Smith (USA) P | Alberto Longarella (ARG) P | druga runda   |